# Phragmocephala glanduliformis
Phragmocephala glanduliformis är en svampart som först beskrevs av Franz Xaver von Höhnel, och fick sitt nu gällande namn av S. Hughes 1955. Phragmocephala glanduliformis ingår i släktet Phragmocephala, divisionen sporsäcksvampar och riket svampar.   Inga underarter finns listade i Catalogue of Life.